# Hex (album)
Hex là album phòng thu đầu tay của ban nhạc post-rock người Anh Bark Psychosis, được phát hành năm 1994. "Post-rock" là một thuật ngữ được nhà phê bình Simon Reynolds nghĩ ra khi viết bài đánh giá album này cho tạp chí Mojo.

## Tiếp nhận
| Đánh giá chuyên môn | Đánh giá chuyên môn |
| Nguồn đánh giá      | Nguồn đánh giá      |
| Nguồn               | Đánh giá            |
| ------------------- | ------------------- |
| AllMusic            | [ 2 ]               |
| Stylus Magazine     | Tích cực            |
| Head Heritage       | Tích cực            |

Hex nhận được nhiều đánh giá tích cực từ khi được phát hành. Melody Maker mô tả Hex là "tác phẩm của một ban nhạc nhạc được nuôi dưỡng bởi sự tiến triển không ngường và chắc chắn là tuyệt diệu....50 phút mãnh liệt huy hoàng...". NME cho rằng ban nhạc "hoàn toàn làm say đắm" và gọi album là "một đĩa nhạc kỳ diệu".

## Danh sách ca khúc
Tất cả các ca khúc được viết bởi Bark Psychosis.
| STT | Nhan đề          | Thời lượng |
| --- | ---------------- | ---------- |
| 1.  | "The Loom"       | 5:16       |
| 2.  | "A Street Scene" | 5:36       |
| 3.  | "Absent Friend"  | 8:20       |
| 4.  | "Big Shot"       | 5:21       |
| 5.  | "Fingerspit"     | 8:21       |
| 6.  | "Eyes & Smiles"  | 8:31       |
| 7.  | "Pendulum Man"   | 9:54       |

## Thành phần tham gia

### Nhạc công
- Daniel Gish – keyboard, piano, hammond
- John Ling – bass, sample và programming, bộ gõ
- Mark Simnett – trống, bộ gõ
- Graham Sutton – hát, sample và programming, guitar, piano, melodica, hammond
- Neil Aldridge – kẻng ba góc, programming
- Pete Beresford – vibraphone
- Phil Brown – sáo
- Del Crabtree – trumpet
- Dave Ross – djembe

The Duke Quartet:
- Louisa Fuller – violin
- Rick Coster – violin
- John Metcalfe – viola
- Ivan McCready – cello

### Thành phầm kỹ thuật
- Phối khi bởi Bark Psychosis và Roy Spong
- Chỉnh kỹ thuật bởi Nick Wollage, Mog, Mike Long, Darren Westbrook, Bark Psychosis
- Phụ tá: Pete Molyneux, Henry Binns, Lee Harris
- Master bởi Chris Blair